# Henryka Jóźwik
Henryka Jóźwik z domu Staneta (ur. 7 lutego 1938 w Staszowie, zm. 17 lutego 2017 w Kielcach) – polska lekkoatletka, specjalistka biegów średniodystansowych, trzykrotna mistrzyni Polski.

## Kariera
Była mistrzynią Polski w biegu na 800 metrów w 1963 i wicemistrzynią w 1964, a także mistrzynią w biegu przełajowym w 1960 i 1963 oraz wicemistrzynią w 1959, 1962 i 1965.
W latach 1958–1964 siedem razy wystąpiła w meczach reprezentacji Polski, bez zwycięstw indywidualnych.
Rekordy życiowe:
- bieg na 400 metrów – 58,4 (1964)[1][5]
- bieg na 800 metrów – 2:10,0 (14 marca 1963, Moskwa)[6][5].

5. zawodniczka crossu organizowanego przez redakcję L’Humanité (1963).
Była zawodniczką klubów: LZS Staszów (1955–1957), LZS Łysica Kielce (1958–1960) i Budowlani Kielce (1962–1971).
Absolwentka AWF Poznań, nauczycielka wychowania fizycznego, trenerka lekkoatletyczna (m.in. Celiny Sokołowskiej i Małgorzaty Ciszek).
Pracowała jako kurator sądowy oraz sędzia lekkoatletyczny.
Jej mężem był lekkoatleta i trener Adam Jóźwik.